# Chris Zoricich
Chris Zoricich (Auckland, 3 de maio de 1969) é um ex-futebolista profissional neo-zelandês, que atuava como defensor.

## Carreira
Chris Zoricich se profissionalizou no Papatoetoe.

## Seleção
Chris Zoricich integrou a Seleção Neozelandesa de Futebol na Copa das Confederações de 1999.

## Títulos
Nova Zelândia
- Copa das Nações da OFC: 1998 e 2002